# 跳马乡
跳马乡位于湖南省长沙县南部，为长沙县第一大乡镇，地处长株潭五县区交汇处。地缘上，跳马乡西南部与湘潭市岳塘区接壤，东南部依次与株洲市荷塘区、浏阳市柏加镇为邻，东北部与黄兴镇交界，西北部与雨花区洞井镇相连，西部毗邻暮云镇，全乡总面积180平方公里，总人口55,224人（2000年人口普查）；跳马乡辖18个行政村，乡政府驻斑竹塘。

## 历史
今跳马乡在1995年长沙地区撤区并乡镇之前为跳马区跳马乡、团然乡、石门乡，跳马区撤销三乡合并组建后跳马乡。2004年村级区划调整，调整之前为38个村，分别为跳马村、关刀村、百世村、万古村、蒿山村、金马村、沙仙村、杨林村、山塘村、茶园村、复兴村、丰田村、双溪村、德源村、共和村、石桥村、团头村、大美村、梅怡村、曙光村、山西村、团然村、福寿村、冬斯村、喜雨村、水口村、田心桥村、芦荻塘村、新石村、石门村、石燕铺村、团田村、扶冲村、新竹村、白果树村、白竹村、黄旗岭村和斑竹塘村；区划调整后为18个村。

## 区划
2004年村级区划调整后为18个村，分别为：

双溪村、白竹村、金屏村、石燕湖村、田心桥村、新田村、喜雨村、冬斯港村、曙光垸村、梅怡岭村、石桥村、三仙岭村、关刀村、嵩山村、跳马村、复兴村、杨林村和沙仙村。